# Christiansfeld

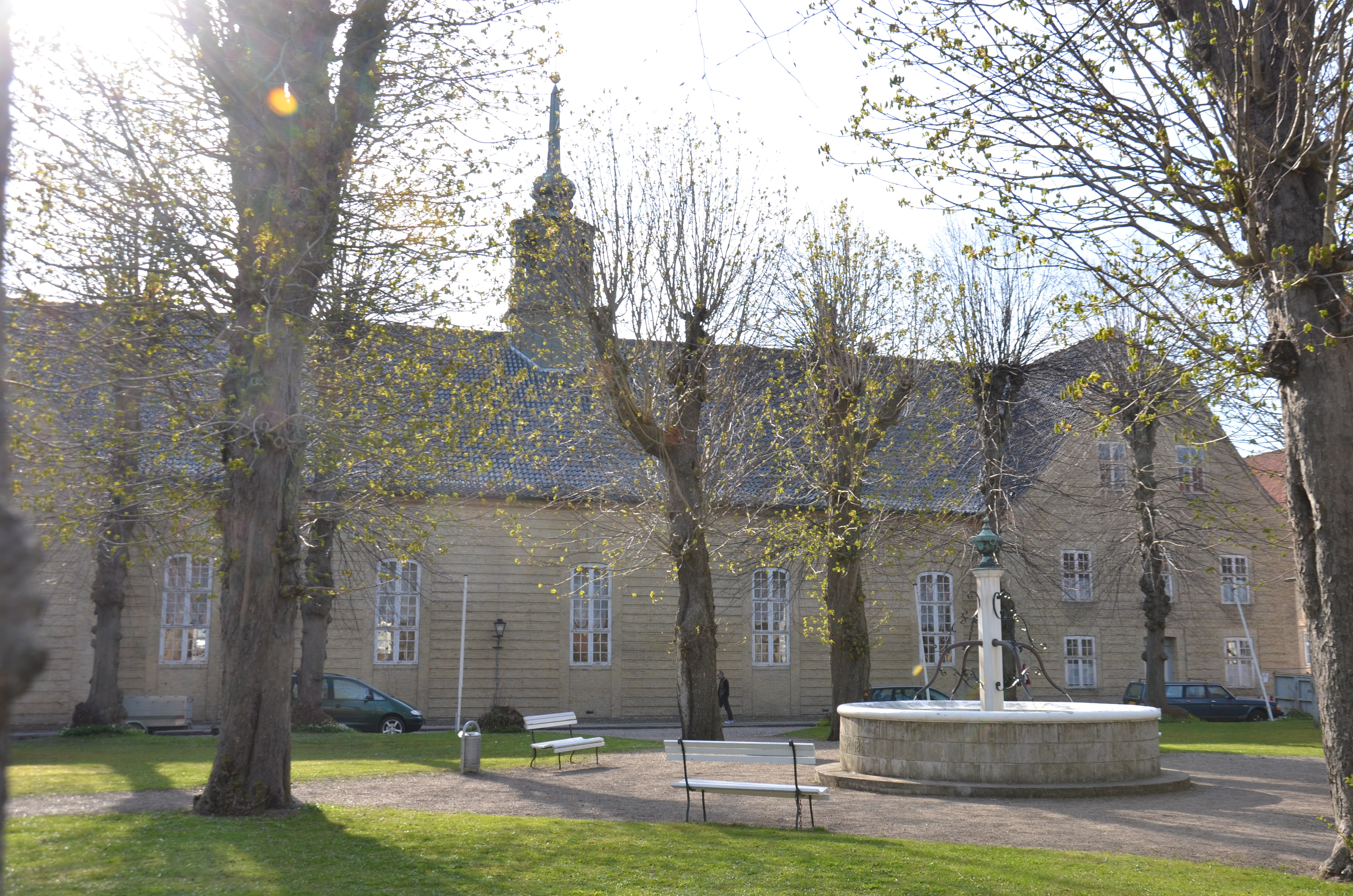
Bönehuset i Christiansfeld.

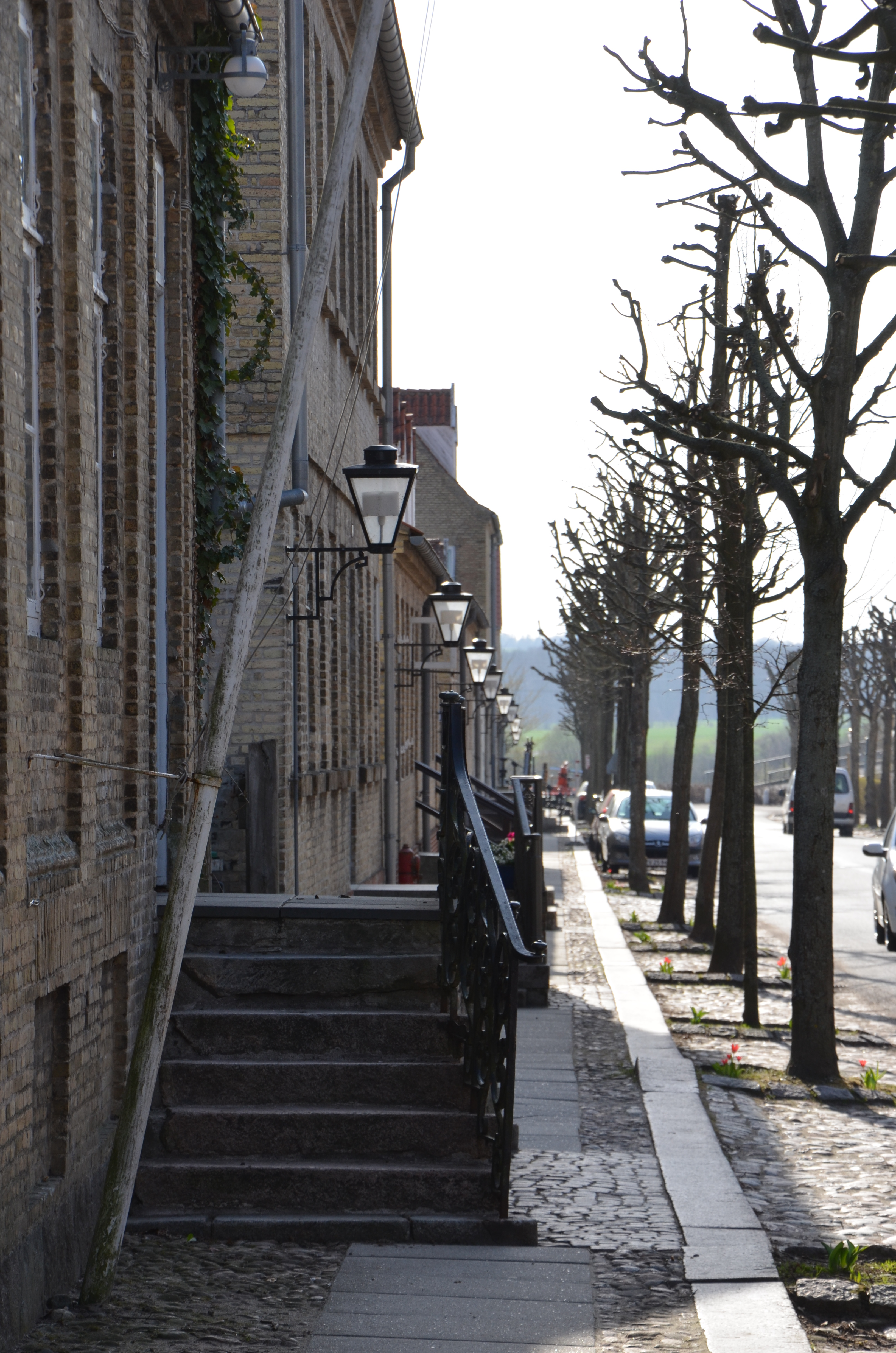
Lindegade västerut från det centrala torget.

Christiansfeld är en tätort i Koldings kommun i Sønderjylland i Danmark, uppkallad efter Kristian VII och grundad av herrnhutare 1773. 
Christiansfelds grundande går tillbaka på kung Kristian VII:s intresse för herrnhutarnas industriella kunskap. Kungen hade 1768 tillsammans med sin livläkare Johann Friedrich von Struensee besökt den nederländska staden Zeist och där bekantat sig med brödragemenskapens verksamhet. Han inbjöd herrnhutarna till Danmark och de gavs genom ett i november 1771 av dåvarande ministern von Struensee undertecknat dekret tillstånd att grunda en stad på sina ägor på egendomen Tyrstrup söder om Kolding. Tyrstrup låg i hertigdömet Slesvig, som låg under den danske kungen såsom hertig av Slesvig, men ej inom kungadömet Danmark. Detta arrangemang minskade risken för mer omfattande påverkan på det religiösa livet i det egentliga Danmark.
Staden grundades 1 april 1773 och dess borgare gavs tullfrihet av kungen. Staden byggdes planmässigt upp enligt en mönsterplan för hernnhutiska städer med raka lindplanterade huvudgator med tvärgator i rät vinkel, med ett kvadratiskt parkliknande torg som centrum, och stadens brunn som mittpunkt på torget. Husen uppfördes i gult tegel i en enhetlig arkitektur med ett stort antal större byggnader som bönehus, brödrahus, systerhus, änkehus, hotell, flickskola, pojkskola och apotek. Strax utanför centrum ligger kyrkogården Gudsageren med enhetliga enkla gravstenar med uppdelning efter män och kvinnor och med riktning österut. 
Christansfeld utvecklade sig ekonomiskt snabbt efter grundandet, delvis på grund av sina näringsprivilegier. Ett av de framgångsrika företagen var Spielwergs Tabakwarenfabrik och andra tillverkningar av betydelse gällde skor, handskar, tvål, stearinljus och livsmedel.
Orten administrerades genom en speciell ordning av Brödragemenskapen själv. År 1867 fick Christiansfeld köpingsrättigheter, medan den inte haft köpstadsrättigheter. Christianfeld var tidigare centralort i Christiansfeld kommun, vilken vid danska kommunreformen 2007 delades mellan Koldings kommun och Haderslevs kommun. Christiansfeld har 2.898 invånare (2013). 
Christiansfeld blev 1993 uppsatt på Danmarks lista över föreslagna världsarv, den så kallade tentativa listan.
Inskrivning som världsarv beslutades i Bonn 2015.

## Fotogalleri

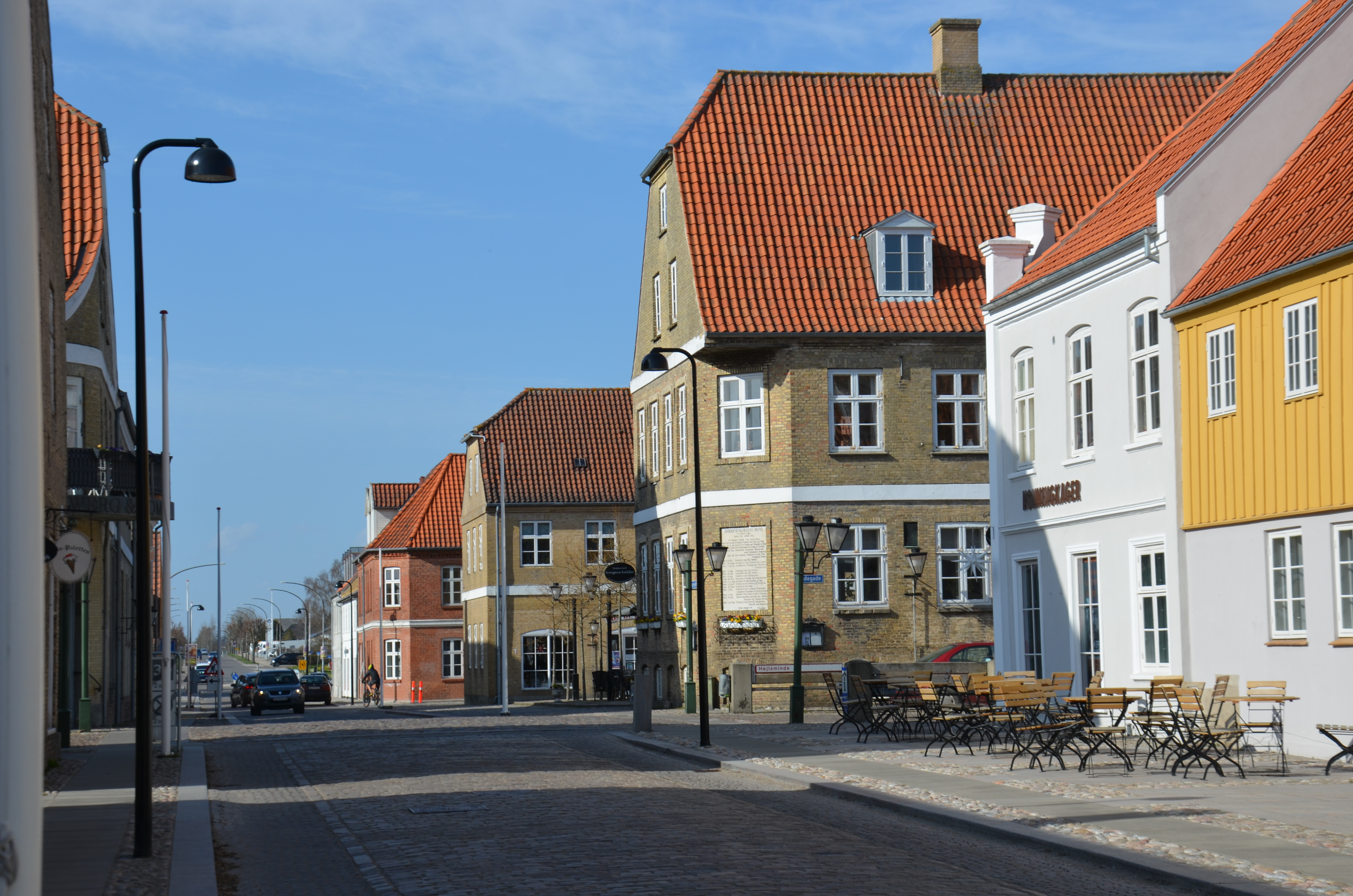
Kongens gade med Brödragemenskabens Hotel till höger
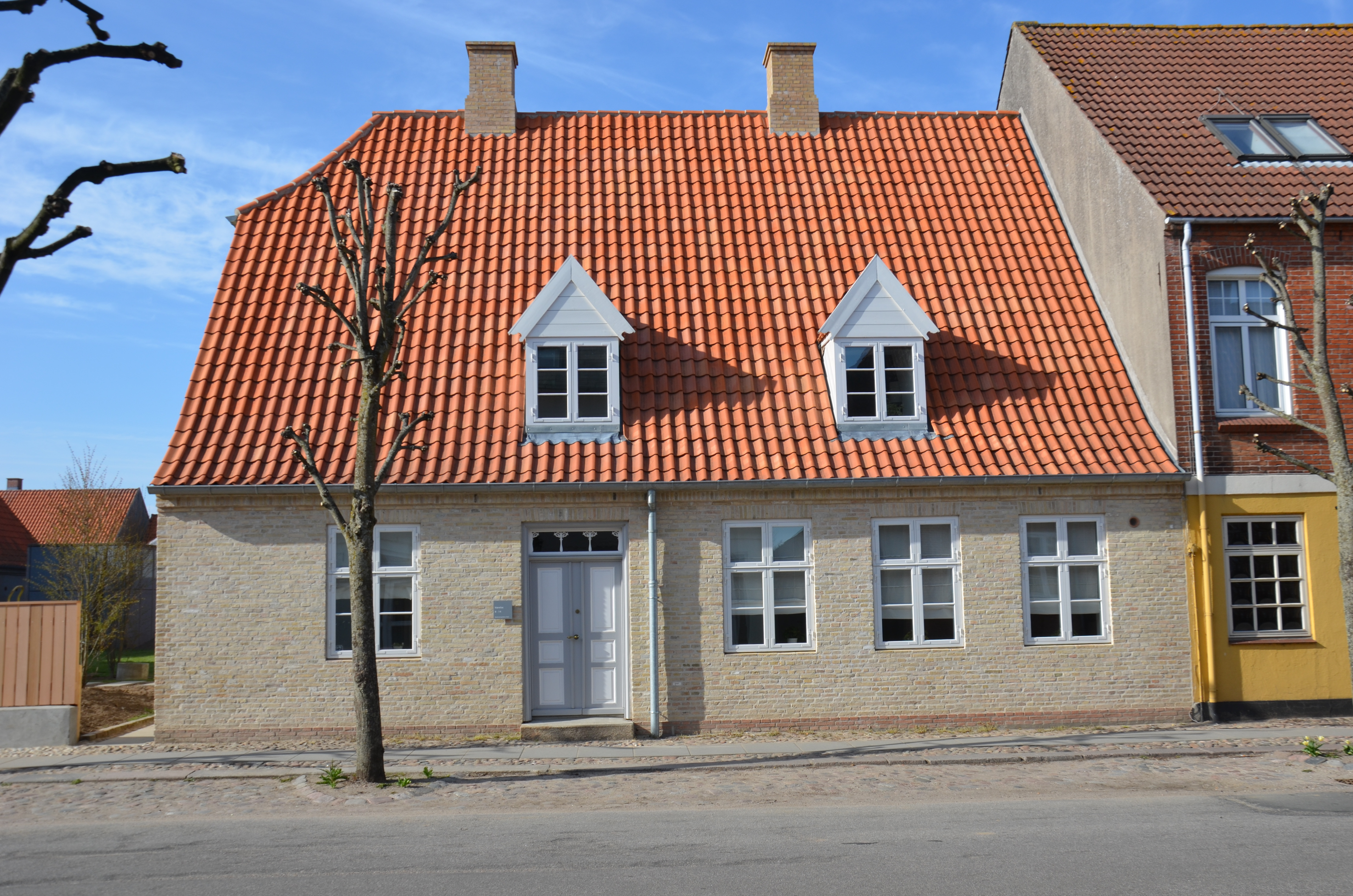
Bostadshus vid Lindegade
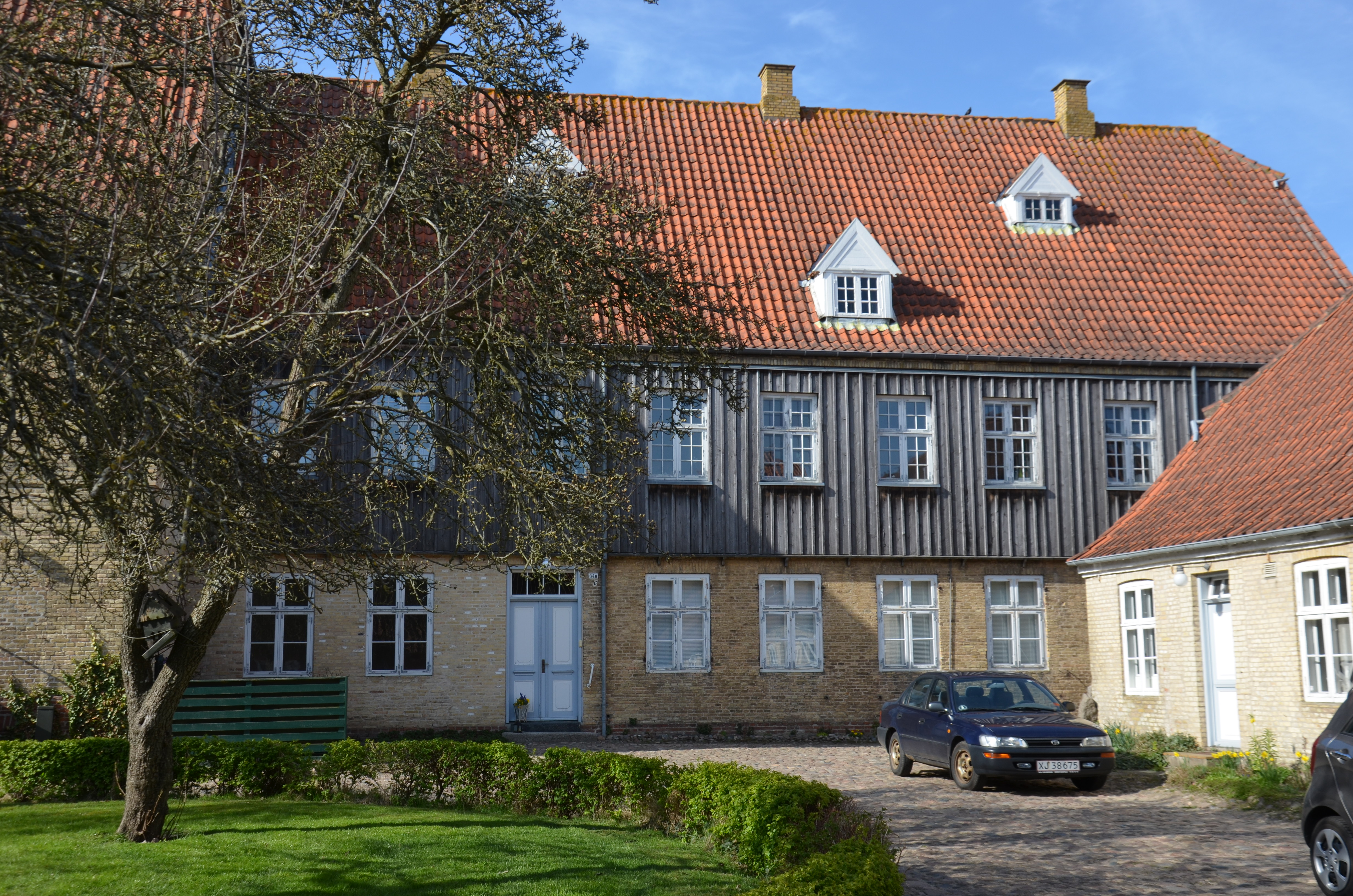
Gården till Brödrahuset vid Lindegade/Kongens gade
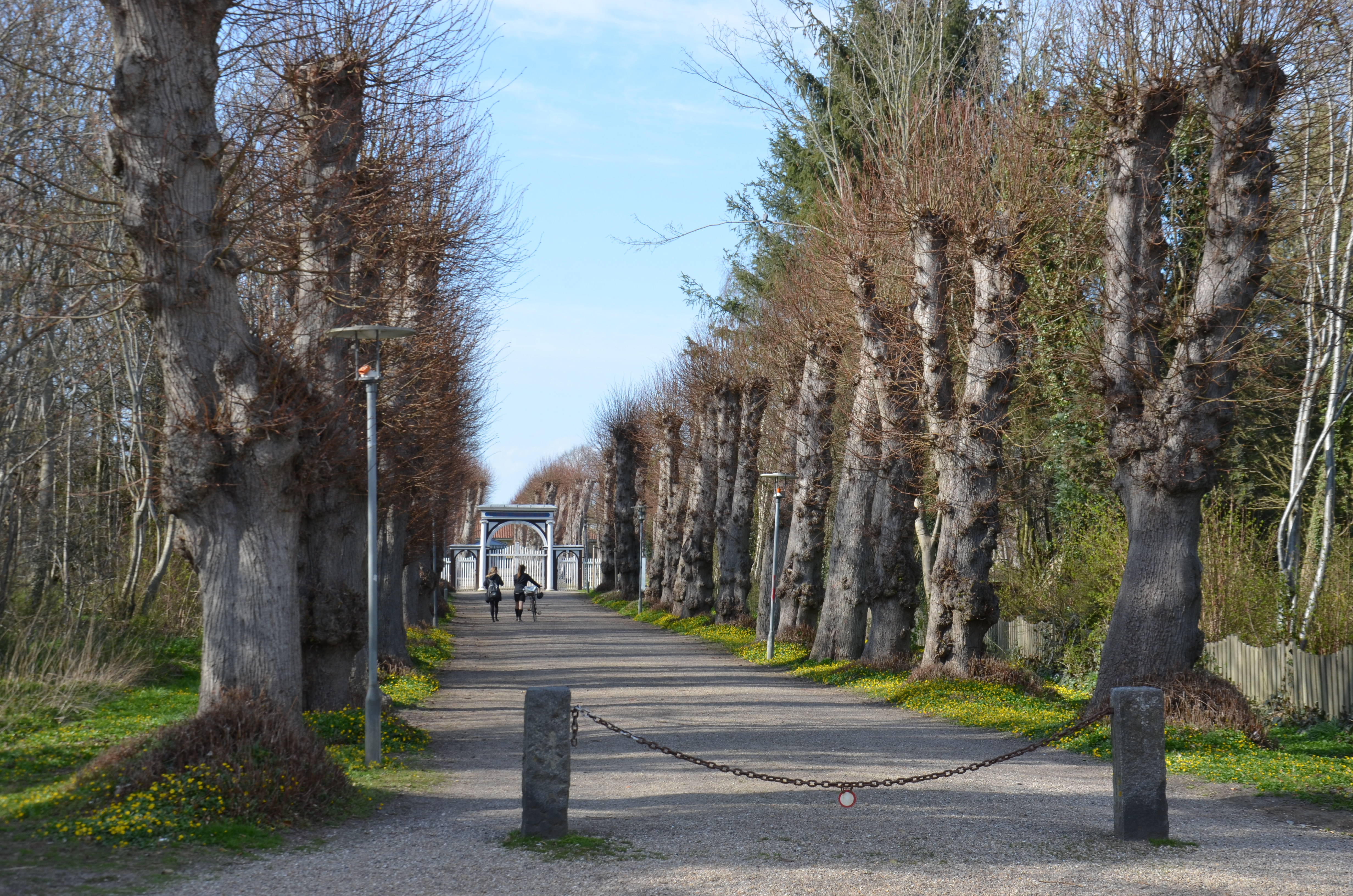
Allén mot kyrkogården Gudsagaren
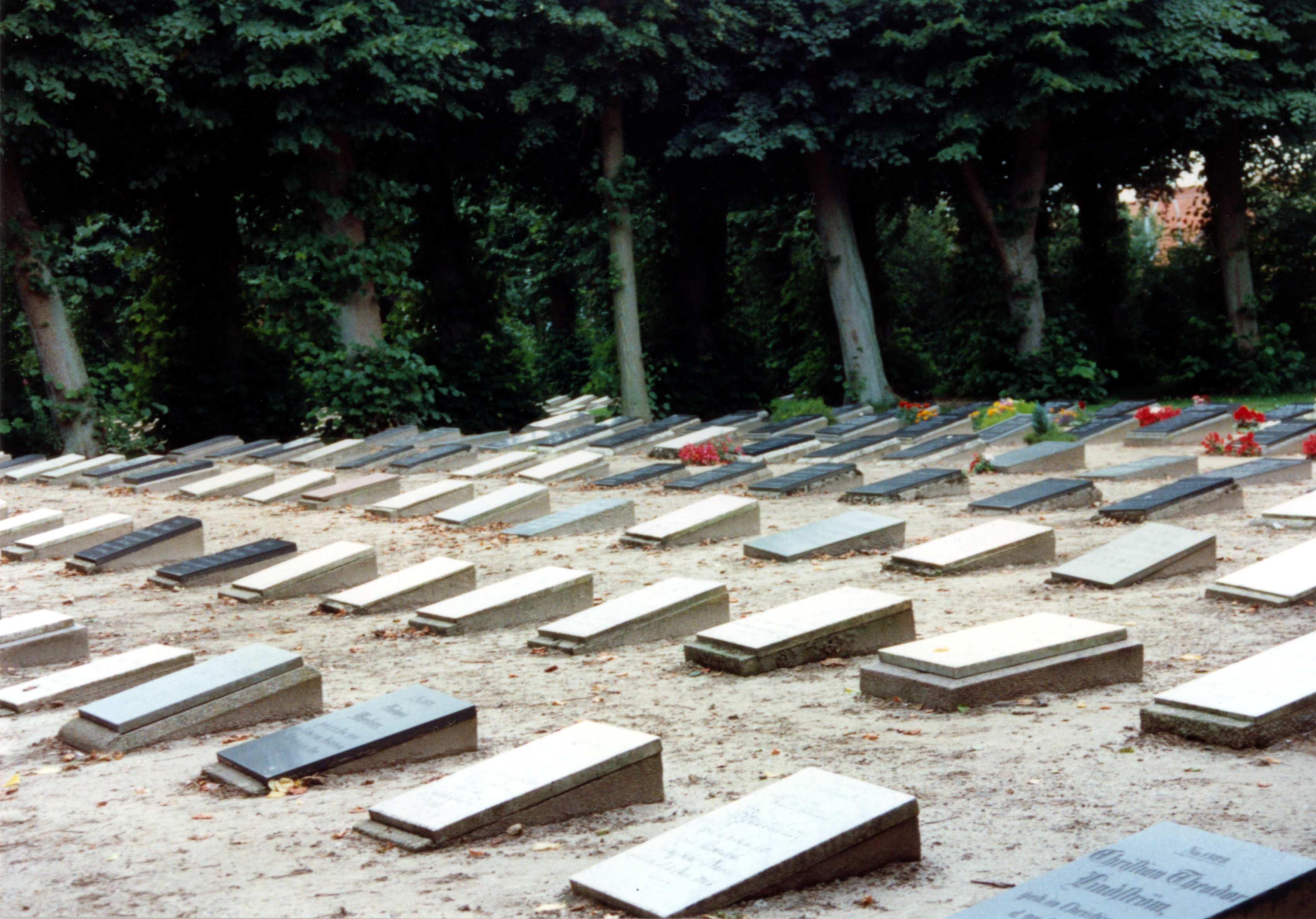
Kyrkogården Gudsageren